# Porunaratruppadai
| Sangam-Literatur |
| --- |
| Ettuttogai („acht Anthologien“) |
| - Natrinai - Kurundogai - Aingurunuru - Paditruppattu - Paripadal - Kalittogai - Agananuru - Purananuru                                                                             |
| Pattuppattu („zehn Gesänge“) |
| - Tirumurugatruppadai - Porunaratruppadai - Sirupanatruppadai - Perumbanatruppadai - Mullaippattu - Maduraikkanchi - Nedunalvadai - Kurinchippattu - Pattinappalai - Malaipadukadam |

Das Porunaratruppadai (பொருநராற்றுப்படை Porunarāṟṟuppaṭai [ˈpoɾɯn̪əɾaːtːrɯpːaɖɛi̯] „Wegweisung für den Kriegsbarden“) ist ein Werk der alttamilischen Sangam-Literatur. Es handelt sich um ein längeres Einzelgedicht aus dem Genre der Heldendichtung (puram). Innerhalb der Sangam-Literatur gehört es zur Gruppe der „zehn Gesänge“ (Pattuppattu).
Das Porunaratruppadai hat eine Länge von 248 Zeilen und ist in den Versmaßen Agaval und Vanchi verfasst. Es wird dem Autor Mudattamakkanniyar zugeschrieben. Von den zwei Genres der Sangam-Literatur, Liebes- und Heldendichtung, gehört das Porunaratruppadai zum Genre der Heldendichtung (puram). Dabei vertritt es das Subgenre des „Wegweisungs-Gedichts“ (atruppadai), in dem ein Barde einem anderen Barden den Weg zu einem Gönner weist und diesen dabei preist. Der im Porunaratruppadai besungene Patron ist der Chola-König Karikala. Der Dichter beschreibt in dem Werk ausführlich die Großzügigkeit, die der König Barden und Musikanten gegenüberbringt, den Reichtum und die Fruchtbarkeit seines Landes und seine militärischen Erfolge.
Die Datierung der Sangam-Literatur ist höchst unsicher. Anhand sprachlicher und stilistischer Kriterien wird für das Porunaratruppadai aber ein Entstehungszeitraum im 4. Jahrhundert vorgeschlagen.